# أنقليس ثعباني عالي الزعنفة
أنقليس ثعباني عالي الزعنفة (الاسم العلمي: Ophichthus altipennis) هو نوع من الأنقليس، يتبع فصيلة الأنقليس الثعباني.